# Tradiciones musicales del norte de África y Oriente Medio
Música folk tradicionales del norte de África y Oriente Medio
El término música folk no se puede definir fácilmente de forma precisa; se utiliza de forma amplia dependiendo del autor, público a quien va dirigido y .De forma similar, el término "tradición" en este contexto, no denota un criterio definido estrictamente.
Estudiosos de la música, periodistas, audiencias, industria musical, políticos, nacionalistas, etc., añaden información basándose en criterios raciales, geográficos, lingüísticos, religiosos, tribales o étnicos y muchas veces utilizan criterios diferentes en lo que consideran "tradición folk musical". Estas tradiciones pueden coincidir entera, parcialmente o no coincidir con fronteras geográficas, políticas o culturales, aunque en muchos casos se solapan en varios grados unas con otras.

## Oriente Medio y Norte de África

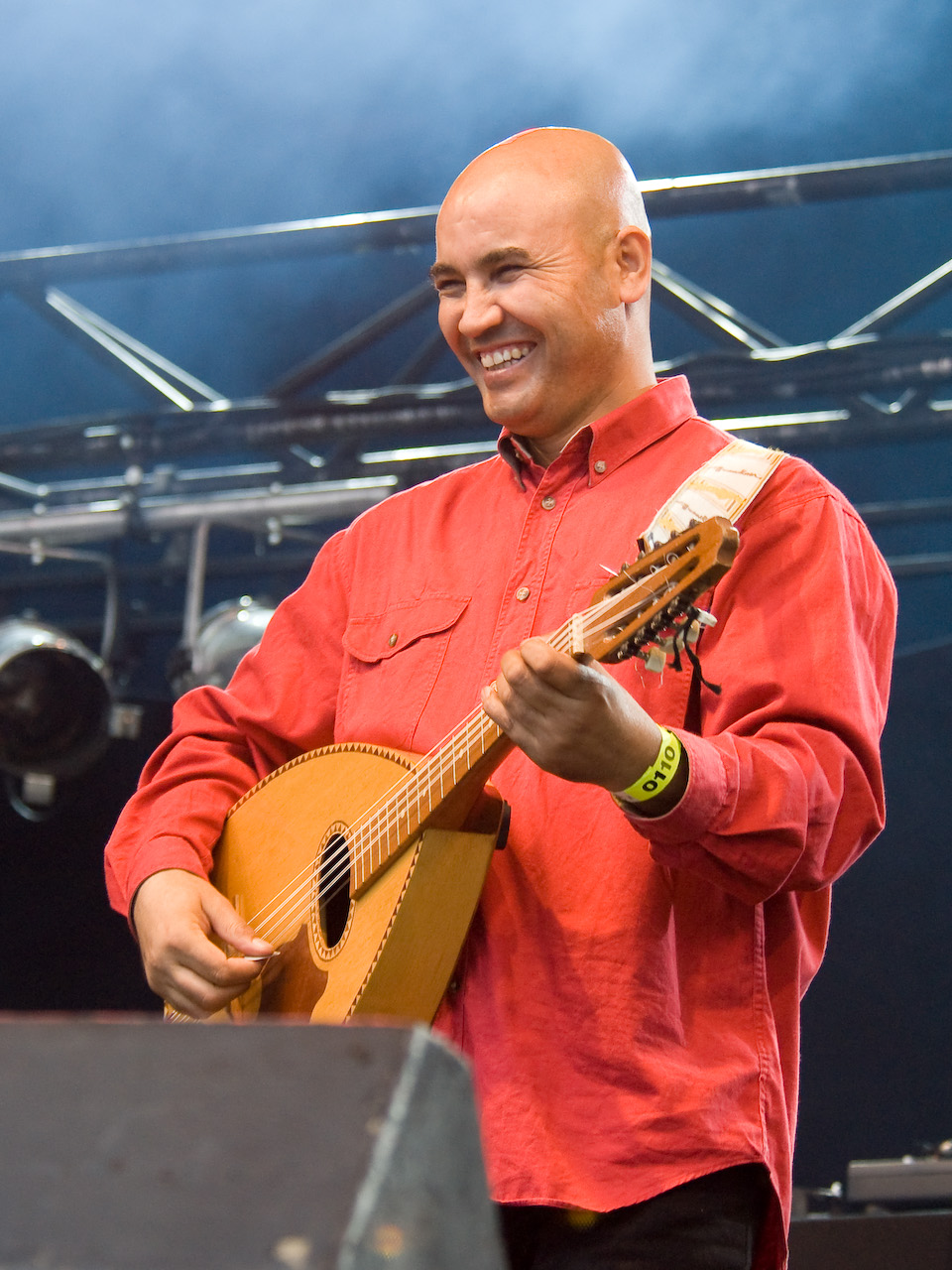
El músico argelino Abderrahmane Abdelli
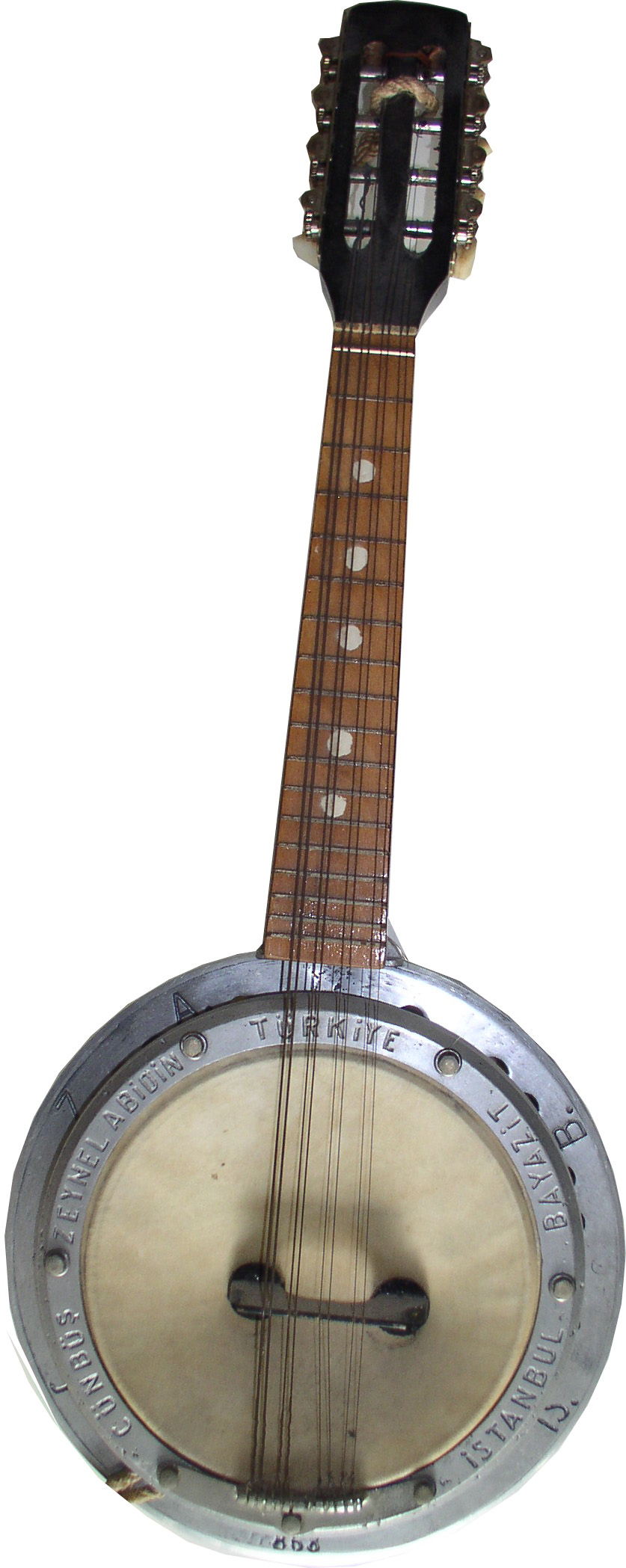
Un mandolin-banjo turco
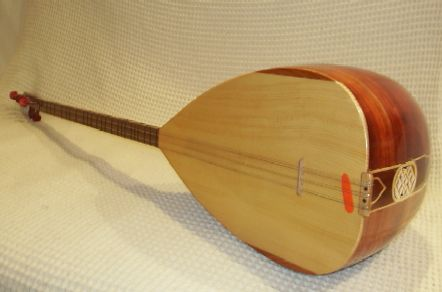
Una bağlama turca
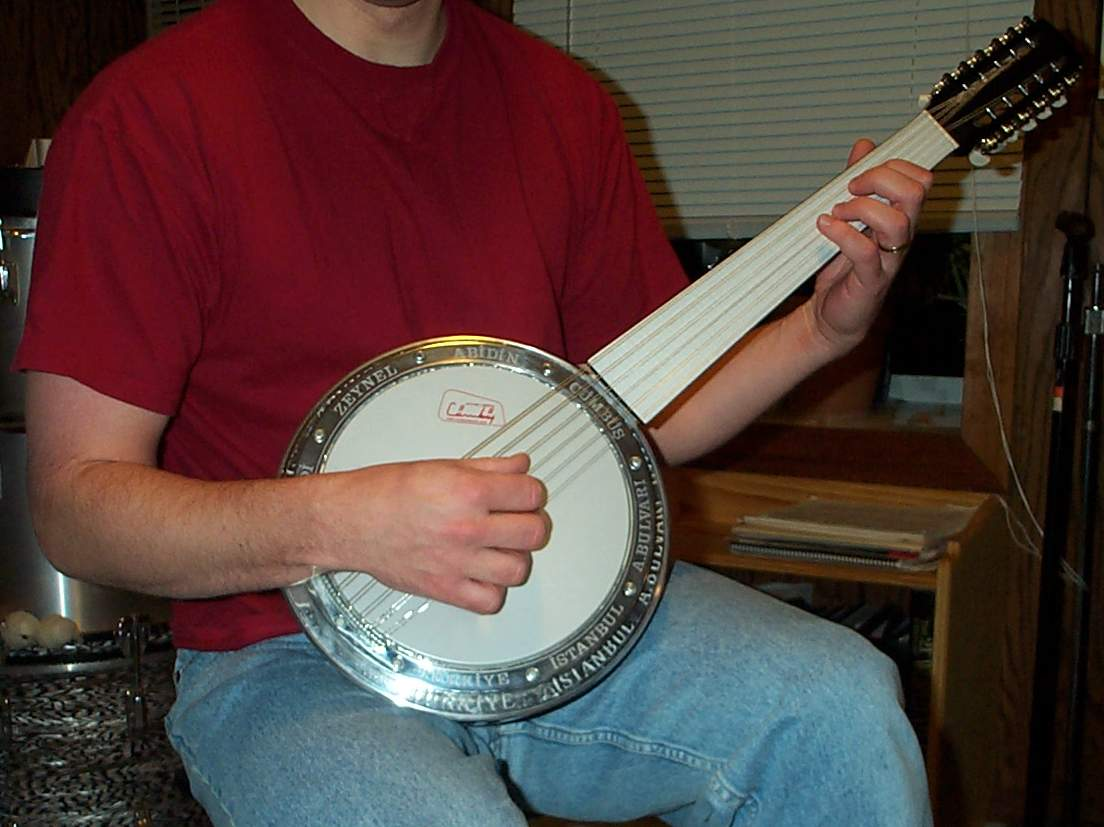
Un cümbüş turco

| País / Región  | Elementos                                                                                        | Bailes                                                                               | Instrumentación | Relacionados                                     |
| Armenia        | kef - liturgical - Tashnakzootyoun                                                               | tamzara - kochari - religious                                                        | duduk - oud - dumbeg - saz - bouzouki - shvi |                                                  |
| Argelia        | medh - melhun - raï - zendani                                                                    |                                                                                      | gasha - guellal | berrah - cheikha - meddhahates - mehna - wa'adat |
| Asiria         | diwaneh - liliana - raweh                                                                        |                                                                                      | baglama - Çiftelia - davul - dhol - dutar - tambura - zurna - saz - watariyat                                                                           |                                                  |
| Baréin         | Ver Golfo Pérsico                                                                                | –                                                                                    | – | –                                                |
| Beduina        | zajal                                                                                            | fantasia                                                                             | mijwis - mismar - yaghul |                                                  |
| Bereberes      | amarg - ammussu - astara - ritual music - tabbayt                                                | aberdag - ahidu - ahouach - ahwash                                                   | ajouag - bendir - ghaita - lotar - nakous - ney - rabab - t'bel - tinde - viol                                                                          | amydaz - imdyazn - laamt - rwai                  |
| Chleuh         | See Berber                                                                                       | –                                                                                    | – | –                                                |
| Yibuti         | balwo                                                                                            |                                                                                      | bowl lyre - tanbura |                                                  |
| Egipcia        | Saiyidi - sawahili - música de boda                                                              | awalim                                                                               | mismar saiyidi - nahrasan |                                                  |
| Emiratos       | See Persian Gulf region                                                                          | –                                                                                    | – | –                                                |
| Eritrea        | popular                                                                                          |                                                                                      | kebero - kobar - kraar - lyre - wata |                                                  |
| Etiopía        | popular                                                                                          |                                                                                      | begena - kebero - kraar - masenqo - sistrum - washint                                                                                                   |                                                  |
| Georgia        | Polifonía - krimanchuli - naduri - orovela - table song                                          |                                                                                      | accordion - changui - chonguri - chuniri - clarinet - duduk - panduri                                                                                   |                                                  |
| Irán           |                                                                                                  |                                                                                      | daff - dohol - lute - ney - ney-anban - zurna |                                                  |
| Kabylia        | Ver bereber                                                                                      | –                                                                                    | – | –                                                |
| Khaleeji       | Ver Golfo Pérsico                                                                                | –                                                                                    | – | –                                                |
| Kuwait         | Ver Golfo Pérsico                                                                                | –                                                                                    | – | –                                                |
| Kurda          | epic                                                                                             |                                                                                      | bloor - daff - dhol - doozela - duduk - kamanche - ney - oud - santur - shimshal - tabalak - tar - tenbur - zil - zurna                                 | chirokbej - dengbej - stranbej                   |
| Golfo Pérsico  | Música khaleeji - sawt - tarab-Adani-shela                                                       | Ardha, dabkah                                                                        | duff - teeran - nay - oud - rababa - merwass - tabla - binges - qanun                                                                                   |                                                  |
| Líbano         |                                                                                                  | dabkah                                                                               | |                                                  |
| Mauritania     | al-bayda - epic - fagu - l'-gnaydiya - al-kahla - karr - labyad - lakhal - lebtayt - praise song | ardin - daghumma - tbal - tidinit                                                    | iggawin |                                                  |
| Marruecos      | takht                                                                                            | ait atta - ait Bodar - ait Bugemaz - taskiwin                                        | aghanin - bendir - darbuka - duff - garagab - ghaita - gimbri - guedra - kamanjeh - kanum - nai - nakous - oud - rabab - taarija - tabl - tan-tan - tar | moussem                                          |
| Nubia          |                                                                                                  |                                                                                      | duff |                                                  |
| Omán           | Ver región del Golfo Pérsico                                                                     | –                                                                                    | – | –                                                |
| Palestina      | dalauna - meyjana - música de boda - zajal                                                       | dabka                                                                                | duff - mijwiz - nay - oud - rababa - shababi - tabla - yarghoul-oud-qanun                                                                               | zajaleen                                         |
| Pastún         | Música afgana de boda - kiliwali                                                                 | chub bazi - atan                                                                     | daireh - dhol - rubab - tanbur | landai                                           |
| Persia         | Ver Irán                                                                                         | –                                                                                    | – | –                                                |
| Qatar          | Ver Golfo Pérsico                                                                                | –                                                                                    | – | –                                                |
| Arabia Saudita | Qasida                                                                                           | Ardah - Mizmar - Daha                                                                | Oud - Rebab - Tar - Ney - Mizmar | {{{Other}}}                                      |
| Judía          | cantica - copla - endechas - romance - Canciones de Purim - música de boda                       |                                                                                      | accordion - darabuka - kanun - oud - pandereta |                                                  |
| Somalia        | balwo, qaraami, Xer-Dhaanto                                                                      |                                                                                      | batar drum - oud |                                                  |
| Árabe sudanesa | haqiiba                                                                                          |                                                                                      | oud - tambour |                                                  |
| Tuareg         | Ver bereberes                                                                                    | –                                                                                    | – | –                                                |
| Turca          | bozlak - türkü                                                                                   | çifte telli - halay - horon - karsilama - köçek oyunu - semah - sword dance - zeybek | darbuka - davul - kemence - ney - saz - sipsi - Tulum (bagpipe) - zurna                                                                                 | ashik - chengi - düg¨nsalonu - köçekce           |
| Yemen          |                                                                                                  |                                                                                      | oud | ghat                                             |